# 遠い雷鳴
『遠い雷鳴』（ベンガル語: অশনি সংকেত IPA: [ɔʃoni ʃɔŋket]、ラテン文字表記: Ashani Sanket）は、サタジット・レイ監督による1973年のインド映画であり、ベンガル語の映画。原作はビブティブション・ボンドパッダエの小説でその原題も映画の原題と同じであるが、このベンガル語は厳密には〈雷の兆し〉という意味である。

## 概要
原作はビブティブション・ボンドパッダエの小説。第二次大戦中、インドのベンガル地方は日本軍のビルマ侵攻により米の輸入が途絶え、加えてインド植民地当局が輸送手段等を徴発、焦土戦術的に交通インフラを破壊した結果、米不足による飢饉に苦しむこととなった。それを舞台に、バラモン階級に属する主人公夫婦の苦悩を描く。
第23回ベルリン国際映画祭では金熊賞を獲得した。また今日でも『ニューヨーク・タイムズ』の「歴代ベスト映画1000」に選ばれている。

## キャスト
- ガンガ：ショウミットロ・チャタルジー（英語版）
- アナンガ：バビータ（英語版）
- チュトキ：シャンディーヤ・ロイ（英語版）
- ディヌー：ゴビンダ・チャクラバーティ
- ビスワス：ロメシ・ムカージー
- ジャドゥー：ノニ・ギョングリ
- モクショダ：シェリー・パル